# País de Brest
El País de Brest (CCPI) (en bretó Bro Brest) és un país situat al departament del Finisterre a la regió Bretanya. Aplega 89 comunes agrupades en les següents estructures intercomunals :
- Brest Métropole Océane: 210.117 habitants
- Comunitat de municipis del País de Landerneau-Daoulas: 44.395 habitants
- Comunitat de municipis del Pays d'Iroise: 43.267 habitants
- Comunitat de municipis de Plabennec i dels Abers: 37.226 habitants
- Comunitat de municipis del Pays de Lesneven i de la côte des Légendes: 25.712 habitants
- Comunitat de municipis de la Península de Crozon: 16.697 habitants
- Comunitat de municipis de l'Aulne Marítim: 7.203 habitants

Mapa del País de Brest.

## 89 comunes
1. Argol
2. Bohars
3. Bourg-Blanc
4. Brélès
5. Brest
6. Brignogan-Plages
7. Camaret-sur-Mer
8. Coat-Méal
9. Le Conquet
10. Crozon
11. Daoulas
12. Dirinon
13. Le Drennec
14. Le Faou
15. La Forest-Landerneau
16. Le Folgoët
17. Gouesnou
18. Goulven
19. Guilers
20. Guipavas
21. Guipronvel
22. Guissény
23. Hanvec
24. L'Hôpital-Camfrout
25. Île-Molène
26. Irvillac
27. Kerlouan
28. Kernilis
29. Kernouës
30. Kersaint-Plabennec
31. Lampaul-Plouarzel
32. Lampaul-Ploudalmézeau
33. Lanarvily
34. Landéda
35. Landerneau
36. Landévennec
37. Landunvez
38. Lanildut
39. Lanneuffret
40. Lannilis
41. Lanrivoaré
42. Lanvéoc
43. Lesneven
44. Loc-Brévalaire
45. Locmaria-Plouzané
46. Logonna-Daoulas
47. Loperhet
48. La Martyre
49. Milizac
50. Pencran
51. Plabennec
52. Plouarzel
53. Ploudalmézeau
54. Ploudaniel
55. Ploudiry
56. Plouédern
57. Plougastel-Daoulas
58. Plougonvelin
59. Plouguerneau
60. Plouguin
61. Plouider
62. Ploumoguer
63. Plounéour-Trez
64. Plourin
65. Plouvien
66. Plouzané
67. Pont-de-Buis-lès-Quimerch
68. Porspoder
69. Le Relecq-Kerhuon
70. La Roche-Maurice
71. Roscanvel
72. Rosnoën
73. Saint-Divy
74. Saint-Eloy
75. Saint-Frégant
76. Saint-Méen
77. Saint-Pabu
78. Saint-Renan
79. Saint-Ségal
80. Saint-Thonan
81. Saint-Urbain
82. Telgruc-sur-Mer
83. Trébabu
84. Tréflévénez
85. Trégarantec
86. Tréglonou
87. Le Tréhou
88. Trémaouézan
89. Tréouergat